# Theretra cretica
Theretra cretica är en fjärilsart som beskrevs av Jean Baptiste Boisduval 1827. Theretra cretica ingår i släktet Theretra och familjen svärmare. Inga underarter finns listade i Catalogue of Life.